# Myrsine rolletii
Myrsine rolletii R.A.Howard – gatunek roślin z rodziny pierwiosnkowatych (Primulaceae). Występuje endemicznie na Gwadelupie. 

## Morfologia
PokrójZimozielony krzew dorastający do 2,5 m wysokości.
LiścieBlaszka liściowa jest skórzasta i ma odwrotnie jajowaty lub okrągławy kształt. Mierzy 2–2,5 cm długości oraz 1,1–2 cm szerokości, jest całobrzega, ma klinową nasadę i tępy wierzchołek. Ogonek liściowy jest nagi i ma 3 mm długości.
KwiatyZebrane w pęczkach wyrastających z kątów pędów.
OwocePestkowce mierzące 2 mm średnicy, o kulistym kształcie i czarnej barwie.

## Biologia i ekologia
Rośnie w lasach, na wysokości od 900 do 1200 m n.p.m.